# Liste der Baudenkmäler in Kirchenlamitz
Auf dieser Seite sind die Baudenkmäler in der oberfränkischen Stadt Kirchenlamitz zusammengestellt. Diese Tabelle ist eine Teilliste der Liste der Baudenkmäler in Bayern. Grundlage ist die Bayerische Denkmalliste, die auf Basis des Bayerischen Denkmalschutzgesetzes vom 1. Oktober 1973 erstmals erstellt wurde und seither durch das Bayerische Landesamt für Denkmalpflege geführt wird. Die folgenden Angaben ersetzen nicht die rechtsverbindliche Auskunft der Denkmalschutzbehörde.

## Ensembles

### Ensemble Ortskern Kirchenlamitz

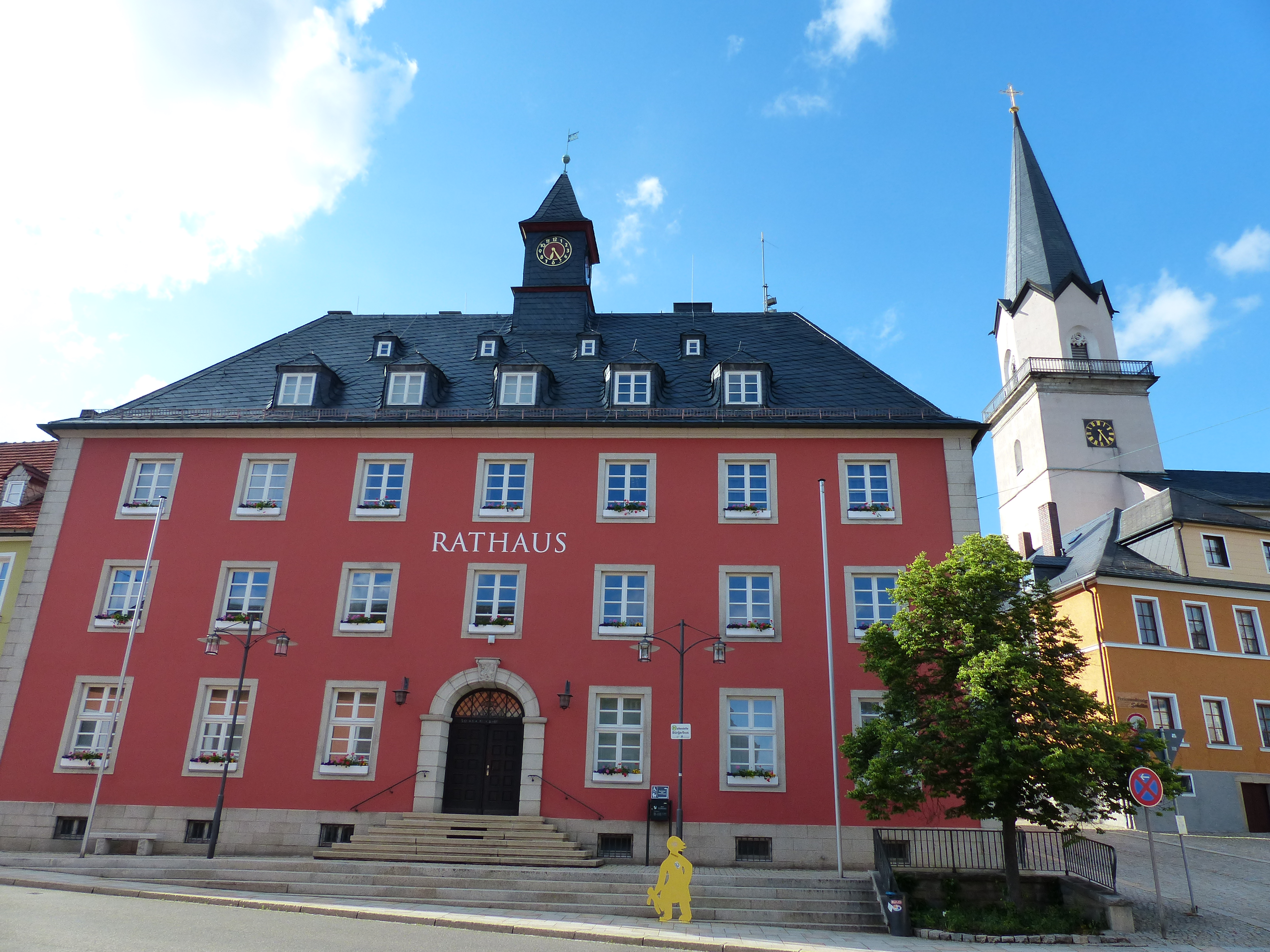
Rathaus am Marktplatz

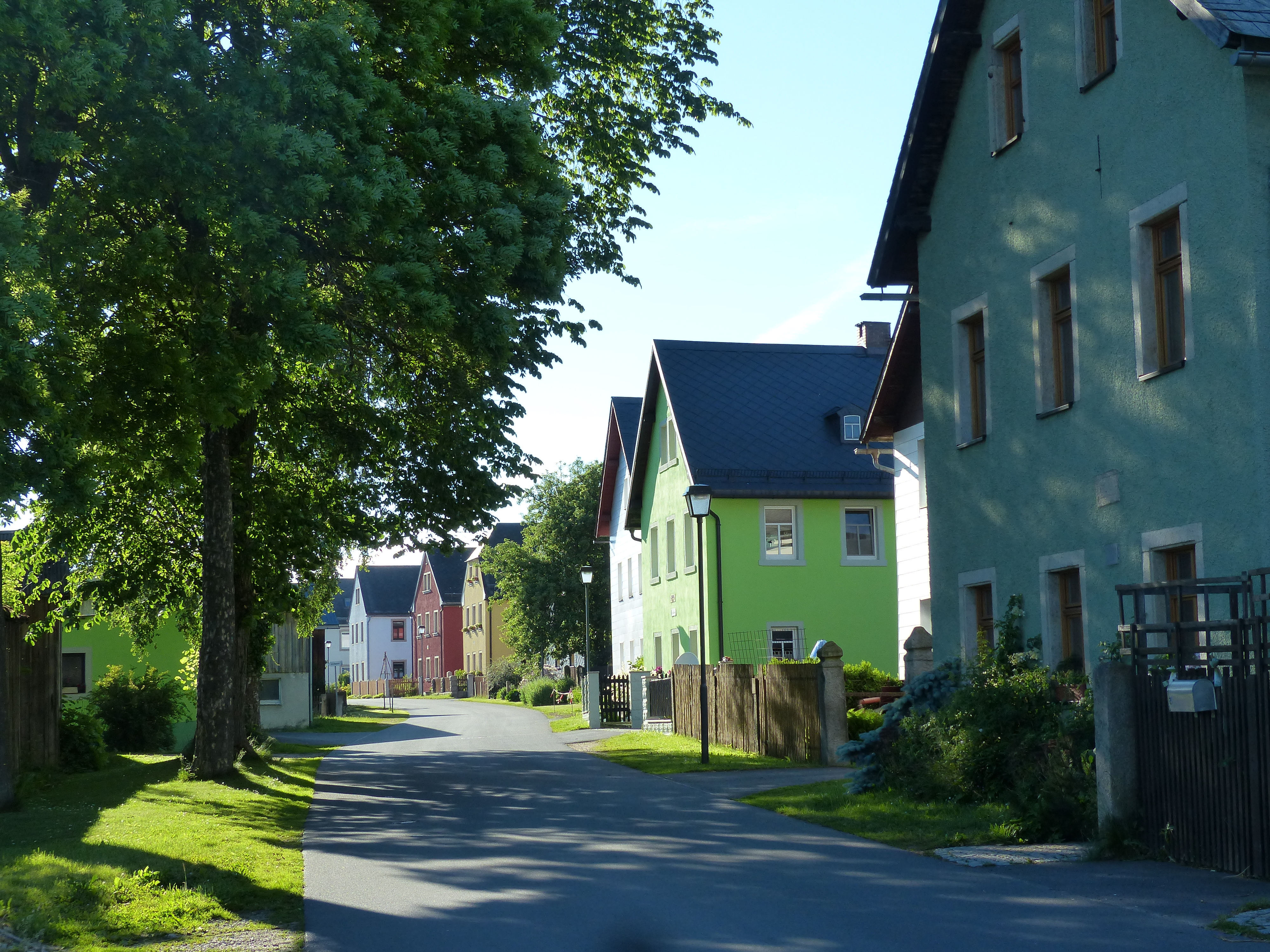
Zeilendorf Reicholdsgrün

Kirchenlamitz (Lage), an einer alten Reichsstraße gelegen, entwickelte sich vor allem entlang dem westöstlich verlaufenden, langen Straßenzug, der sich in der Mitte, bei der Abzweigung der Straße nach Wunsiedel, zu einem unregelmäßig geformten Marktplatz ausweitet. Schwerpunktartig beherrschen das Rathaus, ein dem kriegszerstörten Vorgängerbau angeglichener Neubau von 1950 mit Walmdach und Dachreiter, sowie die dahinter aufragende neugotische Stadtpfarrkirche den Marktplatz und die Flucht der Weißenstädter Straße im stadteinwärts gerichteten Blick. Der höher gelegene Kirchenbezirk, wahrscheinlich einst ein Kirchgaden, ist gegen den Marktplatz und die Hofer Straße durch Häuserzeilen abgeriegelt. Nördlich schließt sich dort die Rosengasse an. Der Lage am Hang entsprechend ist die südlich die Kirche flankierende Häuserzeile zum Kirchplatz ein-, zur tieferliegenden Hofer Straße zweigeschossig ausgebildet. Vom Hauptstraßenzug unabhängig, südlich zu diesem etwa parallel orientiert, folgt die Königstraße dem Lamitzbach, den sie in ihrem mittleren, platzartig aufgeweiteten Verlauf im Sinne einer Bachzeilenanlage beiderseits einrahmt. Der offene Bachlauf ist an mehreren Stellen mit Granitplatten überbrückt. Die Straßenzüge des Ortskerns zeichnen sich durch eine regulierte geschlossene Bebauung mit zweigeschossigen Traufseithäusern biedermeierlichen Charakters aus, die überwiegend aus der Wiederaufbauzeit nach den Stadtbränden von 1830 und 1836 stammen. Die schlichten Gebäude sind durch einfache Rahmungen, Sohlbankbänder und Traufgesimse sparsam gegliedert; ihre geschieferten Dächer weisen kleine stehende Gauben auf. Einige von den Bränden verschonte, spätbarocke Häuser sowie einzelne Bauformen (Torbögen und Fensterrahmungen) wurden beim Wiederaufbau, der mittels Bauverordnungen auf ein einheitliches Gesamtbild zielte, miteinbezogen. In der zweiten Hälfte des 19. Jahrhunderts wurde die Bebauung nach ähnlichem Muster an der Weißenstädter und an der Hofer Straße fortgesetzt. Aktennummer: E-4-79-129-1.

### Ensemble Ortskern Reicholdsgrün
Reicholdsgrün (Lage) ist ein Zeilendorf der spätmittelalterlichen Rodungsperiode und jünger als die Rundangerdörfer der Umgebung. Durch Hofteilung entstanden 22 Höfe in einer Reihe nördlich der leicht geschwungenen Straße. Im 18. Jahrhundert kamen das Schmiedeanwesen im Westen und das Hirten- und Schulhaus im Osten dazu. Der Baubestand des Dorfes zeigt eine hohe Regelmäßigkeit in den giebelständigen Wohnhäusern und ihren älteren Nebengebäuden. Lediglich die ehemaligen gemeindlichen Bauten wie Schmiede (heute Wirtshaus), Schule und Hirtenhaus stehen traufseitig zur Straße. Der relativ einheitliche Wiederaufbau nach zwei Großbränden in den Jahren 1852 und 1892 erfolgte unter Verwendung älterer Teile in zwei zweigeschossigen und dreiachsigen Haustypen mit Schieferdeckung, vor allem im westlichen Ortsbereich das Halbwalmdachhaus und im mittleren Ortsbereich das Satteldachhaus mit Doppelfenster im Giebel. Der rückwärtige Scheunenrand ist in großen Bereichen ebenso erhalten, wie sich in den Höfen noch zahlreiche für das Fichtelgebirge charakteristische Granitbrunnentröge befinden. Südlich der Straße sind auf den ursprünglich freien Flurstücken seit dem 19. Jahrhundert zum Teil Gärten und später landwirtschaftliche Nebengebäude entstanden. Aktennummer: E-4-79-129-3.

## Baudenkmäler nach Ortsteilen

### Kirchenlamitz
| Lage | Objekt                                    | Beschreibung | Akten-Nr.              | Bild                                   |
| --- | ----------------------------------------- | --- | ---------------------- | -------------------------------------- |
| Autengrün, am Waldweg an der Gemarkungsgrenze Kirchenlamitz und Hallersteiner Forst-Nordwest (Standort) | Grenzstein                                | Granit, bezeichnet mit "1741" | D-4-75-168-52          | BW                                     |
| Berg, am Weg nach Raumetengrün (Standort)                                                               | Steinsäule                                | Granit, bezeichnet „1803“ | D-4-79-129-55 Wikidata | Steinsäule                             |
| Dötschenmühlweg 29 (Standort)                                                                           | Türrahmung                                | Granit, bezeichnet „1826“ | D-4-79-129-2 Wikidata  | BW                                     |
| Großschloppener Steig, außerhalb des Ortes am Feldweg nach Großschloppen (Standort)                     | Bildstock                                 | Bildstock: Sogenannte Schloppener Wart, Granit, vierseitig mit gefasten Kanten, wenig ausladender Aufsatz mit spitzem Abschluss, spätgotisch | D-4-79-129-52 Wikidata | Bildstock                              |
| Hofer Straße 3 (Standort)                                                                               | Wohnhaus                                  | Eingeschossiger Traufseitbau, verputzt, an der Nordwestseite mit geohrten Tür- und Fensterrahmungen, bezeichnet „1787“ | D-4-79-129-4 Wikidata  | Wohnhaus                               |
| Hofer Straße 7 (Standort)                                                                               | Wohnhaus                                  | Ein- und zweigeschossiger Satteldachbau mit Halbwalm auf der freien Seite, Granit-Türrahmung, bezeichnet „1775“ | D-4-79-129-5 Wikidata  | Wohnhaus                               |
| Hofer Straße 9 (Standort)                                                                               | Erstes Pfarrhaus                          | Zweigeschossiger Walmdachbau, massiv und verputzt, mit geohrten Tür- und Fensterrahmungen, bezeichnet „1758“ | D-4-79-129-6 Wikidata  | Erstes Pfarrhaus                       |
| Hofer Straße 9 (Standort)                                                                               | Kellerhaus                                | Mit Walmdach, massiv, wohl 19. Jahrhundert | D-4-79-129-6 Wikidata  | Kellerhaus                             |
| Hofer Straße 10, Hofer Straße 12 (Standort)                                                             | Wohnhaus                                  | Zweigeschossiger Satteldachbau, über Seitenrisaliten Dachfenster mit Dreiecksgiebeln, massiv und verputzt, um 1820/30, Tür um 1900, Gartenhaus, um 1900, mit Ausstattung | D-4-79-129-7 Wikidata  | Wohnhaus                               |
| Hofer Straße 13 (Standort)                                                                              | Wohnhaus                                  | Zweigeschossiger Traufseitbau, verputzt, mit gefeldertem Torbogen, spätes 18./frühes 19. Jahrhundert, Erdgeschoss durch Ladeneinbau verändert | D-4-79-129-8 Wikidata  | Wohnhaus                               |
| Hofer Straße 15 (Standort)                                                                              | Giebelständiges Haus                      | Zweigeschossiger, giebelständiger Halbwalmdachbau, verputzt, im Kern wohl 18. Jahrhundert, verändert | D-4-79-129-9 Wikidata  | Giebelständiges Haus                   |
| Königstraße 10 (Standort)                                                                               | Wohnhaus mit rückwärtigem Nebengebäude    | Massiver, zweigeschossiger Walmdachbau mit ostseitigem Halbwalm, das Erdgeschoss gefugt, das Portal aus Granit mit Dreieckgiebel, klassizistisch, Mitte 19. Jahrhundert | D-4-79-129-15 Wikidata | Wohnhaus mit rückwärtigem Nebengebäude |
| Königstraße 11 (Standort)                                                                               | Wohnhaus                                  | Zweigeschossiger Traufseitbau, massiv und verputzt, mit gefelderter Türrahmung, erste Hälfte 19. Jahrhundert | D-4-79-129-16 Wikidata | Wohnhaus                               |
| Königstraße 32 (Standort)                                                                               | Ehemalige Schmiede                        | Zweigeschossiger Halbwalmdachbau, massiv und verputzt, wohl noch 18. Jahrhundert, Erdgeschoss durch Ladeneinbau verändert | D-4-79-129-17 Wikidata | Ehemalige Schmiede                     |
| Königstraße 37 (Standort)                                                                               | Wohnhaus                                  | Zweigeschossiger Traufseitbau, massiv und verputzt, spätbarock, bezeichnet „1788“, Erdgeschoss durch Ladeneinbau verändert | D-4-79-129-18 Wikidata | Wohnhaus                               |
| Lamitz, Spitalgasse, bei Nr. 17 (Standort)                                                              | Bachbefestigung mit Baumreihe             | 19. Jahrhundert | D-4-79-129-39 Wikidata | Bachbefestigung mit Baumreihe          |
| Marktplatz 1 (Standort)                                                                                 | Wohnhaus                                  | Zweigeschossiger Walmdachbau, massiv und verputzt, im Kern 18. Jahrhundert | D-4-79-129-20 Wikidata | Wohnhaus                               |
| Marktplatz 4 (Standort)                                                                                 | Torbogen                                  | Korbbogig und gefeldert, gegen 1800 | D-4-79-129-21 Wikidata | Torbogen                               |
| Marktplatz 10 (Standort)                                                                                | Gasthof                                   | Zweigeschossiger Walmdachbau, massiv und verputzt, korbbogige Toreinfahrt, durch Wirtshausschild von Ernst Reithel bezeichnet „1833“, Erdgeschoss verändert | D-4-79-129-22 Wikidata | Gasthof                                |
| Marktplatz 12 (Standort)                                                                                | Torbogen                                  | Granit, spätbarock | D-4-79-129-23 Wikidata | Torbogen                               |
| Mühlweg 12 (Standort)                                                                                   | Wohnhaus                                  | Zweigeschossiger Satteldachbau, ostseitig mit Halbwalm, massiv und verputzt, Nordseite modern verkleidet, eine der beiden geohrten Türrahmungen aus Granit, um 1820 | D-4-79-129-25 Wikidata | BW                                     |
| Mühlweg 14 (Standort)                                                                                   | Wohnhaus                                  | Zweigeschossiger Bau mit abgewalmtem Dach, massiv und verputzt, Türrahmung aus Granit bezeichnet „1819“, zusammengebaut mit dem Haus Webergasse 1/3 | D-4-79-129-26 Wikidata | BW                                     |
| Ecke Hofer Straße (Standort)                                                                            | Öffentlicher Pavillon                     | Holzskelettbau, um 1900; Parkanlage | D-4-79-129-28 Wikidata | Öffentlicher Pavillon                  |
| Poststraße 1 (Standort)                                                                                 | Postamt                                   | Zweigeschossiger Walmdachbau, massiv und verputzt, 1927 von Regierungsbaumeister Wilhelm Erhard | D-4-79-129-87 Wikidata | Postamt                                |
| Reicholdsgrüner Straße 6 (Standort)                                                                     | Friedhof                                  | Um 1600 mit späteren Erweiterungen, unter anderem 1638, die alte Friedhofsmauer in Teilen erhalten | D-4-79-129-30 Wikidata | weitere Bilder                         |
| Reicholdsgrüner Straße 6, an der nördlichen Friedhofsmauer (Standort)                                   | Zehn Grabplatten                          | Aus Fichtelgebirgsmarmor, teilweise mit figürlichen Reliefdarstellungen, 17. und 18. Jahrhundert | D-4-79-129-30 Wikidata | weitere Bilder                         |
| Reicholdsgrüner Straße 6 (Standort)                                                                     | Evangelisch-lutherische Gottesackerkirche | Saalbau mit Satteldach, verputzt, mit Werksteingliederung, Fassadenturm mit Spitzhelm, eingezogener Chor, romanisierend, 1896 nach Plänen von Christian Winnerling | D-4-79-129-29 Wikidata | weitere Bilder                         |
| Rosengasse 24 (Standort)                                                                                | Evangelisch-lutherische Michaeliskirche   | Saalbau mit Satteldach, eingezogener Chor dreiseitig geschlossen, umlaufend mit Streben besetzt, 1834–37 in neugotischem Stil nach Plänen des Baukontrolleurs Burg errichtet, fünfgeschossiger Turm spätgotisch mit Veränderungen um 1600 bzw. um 1837, vgl. Ensemble Ortskern                  | D-4-79-129-32 Wikidata | weitere Bilder                         |
| Schloßstraße 9 (Standort)                                                                               | Ehemaliges Gefängnis                      | Zweigeschossiger Walmdachbau, massiv und verputzt, Westfassade mit Schiefer verkleidet, Mitte 19. Jahrhundert | D-4-79-129-34 Wikidata | weitere Bilder                         |
| Schloßstraße 10 (Standort)                                                                              | Ehemaliges Schloss                        | Einfacher dreigeschossiger Massivbau, Walmdach mit Fledermausgauben, 16./17. Jahrhundert, Kellerhaus, eingeschossig, mit Brockenmauerwerk und abgewalmtem Dach (angebaut bei Nr. 12) | D-4-79-129-35 Wikidata | weitere Bilder                         |
| Schloßstraße 12 (Standort)                                                                              | Ehemaliges Gesindehaus beim Schloss       | Zweigeschossiger Walmdachbau, massiv und verputzt, im Kern wohl 17. Jahrhundert, das angebaute Kellerhaus gehört zu Haus Nummer 10 | D-4-79-129-36 Wikidata | weitere Bilder                         |
| Spitalgasse 6 (Standort)                                                                                | Geohrte Türrahmung                        | Bezeichnet „1827“ | D-4-79-129-37 Wikidata | Geohrte Türrahmung                     |
| Spitalgasse 18 (Standort)                                                                               | Ehemaliges Spital                         | Einfacher, zweigeschossiger Satteldachbau, massiv und verputzt, um 1850, Südwestgiebel modern mit Schiefer verkleidet | D-4-79-129-40 Wikidata | Ehemaliges Spital                      |
| Münchberger Straße, außerhalb des Ortes an der Straße nach Münchberg, rechts im Wald (Standort)         | Steinkreuz                                | Granit, mittelalterlich | D-4-79-129-53 Wikidata | Steinkreuz                             |
| Mittelgasse, An den Friedenseichen (Standort)                                                           | Steinkreuz                                | Granit, mittelalterlich | D-4-79-129-54          | Steinkreuz                             |
| Weißenstädter Straße, Münchberger Straße, an der Straßengabelung Münchberg-Weißenstadt (Standort)       | Meilenstein                               | Granit, Grundfläche quadratisch, 19. Jahrhundert | D-4-79-129-56 Wikidata | Meilenstein                            |
| Weißenstädter Straße 8 (Standort)                                                                       | Zweites Pfarrhaus                         | Zweigeschossiger Walmdachbau, massiv und verputzt, das Erdgeschoss zart gefugt mit Rundbogentür und Rundbogenfenstern, um 1836 | D-4-79-129-42 Wikidata | Zweites Pfarrhaus                      |
| Weißenstädter Straße 9 (Standort)                                                                       | Wohnhaus                                  | Zweigeschossiger Traufseitbau, massiv und verputzt, Mittelrisalit mit Dreiecksgiebel, Toreinfahrt, im Innern bezeichnet „1836–37“ | D-4-79-129-43 Wikidata | Wohnhaus                               |
| Weißenstädter Straße 10 (Standort)                                                                      | Wohnhaus                                  | Zweigeschossiger Walmdachbau, massiv und verputzt, 1822 | D-4-79-129-44 Wikidata | Wohnhaus                               |
| Weißenstädter Straße 26 (Standort)                                                                      | Wohnhaus                                  | Zweigeschossiger Traufseitbau, ostseitig mit Halbwalm, massiv und verputzt, korbbogiger Torbogen und Türrahmung mit Verdachung, Ende 18./frühes 19. Jahrhundert | D-4-79-129-45 Wikidata | Wohnhaus                               |
| Wunsiedler Straße 3 (Standort)                                                                          | Gefeldertes Rundbogenportal               | Granit, spätbarock, vgl. Ensemble Ortskern | D-4-79-129-48 Wikidata | Gefeldertes Rundbogenportal            |
| Wunsiedler Straße 4 (Standort)                                                                          | Nebengebäude                              | Fach- und Zierwerk, um 1900. Im Innern aufwändig mit stuckierten und gemalten Wanddekorationen, Buntverglasungen, Wand- und Bodenfliesen sowie Marmorinstallationen gestaltete Badestube. Im Dachgeschoss vermutlich eine bauzeitliche, solarthermische Anlage zur Befüllung des Tauchbades     | D-4-79-129-49 Wikidata | Nebengebäude                           |
| Wunsiedler Straße 11 (Standort)                                                                         | Ehemaliges Gast- und Bauernhaus           | Stattlicher, zweigeschossiger Halbwalmdachbau, massiv und verputzt, mit Lisenengliederung und Traufgesims, die geohrte Türrahmung bezeichnet „1821“, Südwestgiebelseite modern verkleidet | D-4-79-129-50 Wikidata | Ehemaliges Gast- und Bauernhaus        |
| Wunsiedler Straße 23 (Standort)                                                                         | Katholische Kirche Sankt Michael          | Hallenkirche mit schiefergedecktem Satteldach und eingezogenem rechteckigem Chor, Turm über quadratischem Grundriss im südwestlichen Winkel von Kirchenschiff zu Chor, oktogonaler, schiefergedeckter Spitzhelm, im Innern Kassettendecke, Empore, Gestühl und Chorgestaltung bauzeitlich, 1952 | D-4-79-129-91 Wikidata | weitere Bilder                         |

### Epprechtstein
| Lage                     | Objekt                  | Beschreibung                                                                                 | Akten-Nr.              | Bild           |
| ------------------------ | ----------------------- | -------------------------------------------------------------------------------------------- | ---------------------- | -------------- |
| Epprechtstein (Standort) | Burgruine Epprechtstein | Ehemalige langgestreckte Anlage, Palas des 12./13. Jahrhunderts, größere Mauerreste erhalten | D-4-79-129-89 Wikidata | weitere Bilder |

### Fichtenhammer
| Lage                       | Objekt          | Beschreibung                                                                                                   | Akten-Nr.              | Bild            |
| -------------------------- | --------------- | --- | ---------------------- | --------------- |
| Fichtenhammer 3 (Standort) | Wohnstallhaus   | Wohnstallhaus: Halbwalmdachbau, massiv und verputzt, ornamental gefelderte Türrahmungen mit Oberlicht, um 1800 | D-4-79-129-57 Wikidata | Wohnstallhaus   |
| Fichtenhammer 6 (Standort) | Bauernhof       | Wohnhaus, zweigeschossiger Satteldachbau, modern verkleidet, im Kern um 1800                                   | D-4-79-129-58 Wikidata | BW              |
| Fichtenhammer 8 (Standort) | Ehemalige Mühle | Massiver, zweigeschossiger Walmdachbau, spätbarock, gefelderter Brunnentrog, frühes 19. Jahrhundert            | D-4-79-129-59 Wikidata | Ehemalige Mühle |

### Großschloppen
| Lage                        | Objekt        | Beschreibung                                                                                           | Akten-Nr.              | Bild |
| --------------------------- | ------------- | --- | ---------------------- | ---- |
| Großschloppen 16 (Standort) | Wohnstallhaus | Zweigeschossiger Satteldachbau, Giebel und Obergeschoss des Stallteils mit Fachwerk, bezeichnet „1718“ | D-4-79-129-61 Wikidata | BW   |

### Hinteres Buchhaus
| Lage                           | Objekt         | Beschreibung | Akten-Nr.               | Bild           |
| ------------------------------ | -------------- | --- | ----------------------- | -------------- |
| Hinteres Buchhaus 1 (Standort) | Handwerkerhaus | Handwerkerhaus: Zweigeschossiger Walmdachbau, massiv und verputzt, Fenster- und Türgewände sowie Eckquaderung aus Granit, bezeichnet „1829“ | D-4-79-129-150 Wikidata | Handwerkerhaus |

### Hohenbuch
| Lage                    | Objekt    | Beschreibung | Akten-Nr.              | Bild      |
| ----------------------- | --------- | --- | ---------------------- | --------- |
| Hohenbuch 9 (Standort)  | Bauernhof | Wohnstallhaus, eingeschossiger Satteldachbau, am Giebel und an der Hofseite Fachwerk, modern verkleidet, um 1800 | D-4-79-129-62 Wikidata | BW        |
| Hohenbuch 12 (Standort) | Bauernhof | Wohnstallhaus, zweigeschossiger Halbwalmdachbau, verputzt, am Stallteil bezeichnet „1826“                        | D-4-79-129-64 Wikidata | BW        |
| Hohenbuch 13 (Standort) | Bauernhof | Wohnstallhaus mit verschiefertem Walmdach, Obergeschoss teilweise in Fachwerk, geohrte Fensterrahmungen, um 1800 | D-4-79-129-65 Wikidata | Bauernhof |

### Neuenhammer
| Lage                                                                      | Objekt     | Beschreibung                     | Akten-Nr.              | Bild       |
| ------------------------------------------------------------------------- | ---------- | -------------------------------- | ---------------------- | ---------- |
| Östlich außerhalb des Ortes am Waldrand, bei einer Wegkreuzung (Standort) | Steinkreuz | Steinkreuz, etwa 15. Jahrhundert | D-4-79-129-66 Wikidata | Steinkreuz |

### Niederlamitz
| Lage                      | Objekt        | Beschreibung | Akten-Nr.              | Bild          |
| ------------------------- | ------------- | --- | ---------------------- | ------------- |
| Hauptstraße 3 (Standort)  | Wohnstallhaus | Zweigeschossiger Satteldachbau, Obergeschoss des Wohnteils samt Giebel in reichem Fachwerk, frühes 19. Jahrhundert, Stallteil zu Wohnzwecken umgebaut | D-4-79-129-68 Wikidata | Wohnstallhaus |
| Hauptstraße 43 (Standort) | Wohnhaus      | Zweigeschossiger Walmdachbau, massiv und verputzt, mit Ecklisenen und segmentbogigen Tür- und Fensterrahmungen, zwischen 1860 und 1880                | D-4-79-129-70 Wikidata | Wohnhaus      |

### Raumetengrün
| Lage                                                                               | Objekt      | Beschreibung | Akten-Nr.              | Bild        |
| ---------------------------------------------------------------------------------- | ----------- | --- | ---------------------- | ----------- |
| An der Straße Marktleuthen-Kirchenlamitz (Standort)                                | Meilenstein | Bezeichnet „1828“ | D-4-79-129-72 Wikidata | Meilenstein |
| Eckenholz, am Weg nach Reicholdsgrün, bei der Abzweigung zur Eckenmühle (Standort) | Steinkreuz  | Steinkreuz: Granit, mit rautenförmig eingetieftem Feld, 15./16. Jahrhundert | D-4-79-135-26 Wikidata | Steinkreuz  |
| Raumetengrün 22 (Standort)                                                         | Bauernhof   | Wohnstallhaus, zweigeschossiger Satteldachbau, massiv und verputzt, verzahnte Eckquaderung, geohrte Fensterrahmungen, Türrahmung bezeichnet „1818“, bildet mit Nr. 23 eine hakenförmige Anlage | D-4-79-129-71 Wikidata | Bauernhof   |

### Reicholdsgrün
| Lage                                                                              | Objekt            | Beschreibung | Akten-Nr.              | Bild            |
| --------------------------------------------------------------------------------- | ----------------- | --- | ---------------------- | --------------- |
| Lehstenbach; Von Reicholdsgrün nach Fichtenhammer, oberhalb des Dorfes (Standort) | Rundbogenbrücke   | Über den Lehstenbach, Granit, zweibogig, mit Brückenstein, 1736                                                            | D-4-79-129-84 Wikidata | Rundbogenbrücke |
| Reicholdsgrün 4 (Standort)                                                        | Stadel            | Massiv und verputzt, Satteldach, zwei Toreinfahrten, die profilierten Granitrahmungen bezeichnet „1853“                    | D-4-79-129-73 Wikidata | Stadel          |
| Reicholdsgrün 7 (Standort)                                                        | Brunnentrog       | Brunnentrog: Granit, um 1800                                                                                               | D-4-79-129-74 Wikidata | BW              |
| Reicholdsgrün 7 (Standort)                                                        | Türrahmung        | Geohrt, bezeichnet „1826“                                                                                                  | D-4-79-129-74 Wikidata | BW              |
| Reicholdsgrün 9 (Standort)                                                        | Granit-Türrahmung | Geohrt, Spätbarock | D-4-79-129-75 Wikidata | BW              |
| Reicholdsgrün 11 (Standort)                                                       | Brunnentrog       | Granit, bezeichnet „1794“                                                                                                  | D-4-79-129-77 Wikidata | BW              |
| Reicholdsgrün 14 (Standort)                                                       | Brunnentrog       | Granit, bezeichnet „1850“                                                                                                  | D-4-79-129-79 Wikidata | BW              |
| Reicholdsgrün 16 (Standort)                                                       | Brunnentrog       | Granit, bezeichnet „1856“                                                                                                  | D-4-79-129-80 Wikidata | BW              |
| Reicholdsgrün 17 (Standort)                                                       | Brunnentrog       | Granit, heute überbaut, bezeichnet „1804“                                                                                  | D-4-79-129-81 Wikidata | BW              |
| Reicholdsgrün 19 (Standort)                                                       | Hakenhof          | Zweigeschossiges Wohnstallhaus mit Satteldach, massiv und verputzt, 1850 und um 1900                                       | D-4-79-129-86 Wikidata | Hakenhof        |
| Reicholdsgrün 22 (Standort)                                                       | Bauernhof         | Wohnstallhaus, zweigeschossiger, giebelständiger Halbwalmdachbau, massiv und verputzt, bezeichnet „1794“, um 1900 erneuert | D-4-79-129-82 Wikidata | Bauernhof       |
| Reicholdsgrün 24, unterhalb des Dorfes (Standort)                                 | Rundbogenbrücke   | Über den Lehstenbach, zweibogig, mit Brückenstein, 1728                                                                    | D-4-79-129-85 Wikidata | Rundbogenbrücke |
| Reicholdsgrün 25 (Standort)                                                       | Ehemalige Mühle   | Halbwalmdachbau, massiv und verputzt, 1806                                                                                 | D-4-79-129-83 Wikidata | Ehemalige Mühle |

## Ehemalige Baudenkmäler
In diesem Abschnitt sind Objekte aufgeführt, die früher einmal in der Denkmalliste eingetragen waren, jetzt aber nicht mehr. Objekte, die in anderem Zusammenhang also z. B. als Teil eines Baudenkmals weiter eingetragen sind, sollen hier nicht aufgeführt werden. Aktennummern in diesem Abschnitt sind ehemalige, jetzt nicht mehr gültige Aktennummern.
| Lage                                              | Objekt                     | Beschreibung | Akten-Nr.              | Bild                      |
| ------------------------------------------------- | -------------------------- | --- | ---------------------- | ------------------------- |
| Kirchenlamitz Dötschenmühlweg 1 (Standort)        | Türrahmung                 | Bezeichnet mit „1815“ | D-4-79-129-1 Wikidata  | BW                        |
| Kirchenlamitz Hofer Straße 22 (Standort)          | Keilstein eines Torbogens  | Bezeichnet mit „1819“ | D-4-79-129-10 Wikidata | Keilstein eines Torbogens |
| Kirchenlamitz Klostergasse 3 (Standort)           | Wohnhaus                   | Zweigeschossiges Satteldachhaus mit Krüppelwalm, Türe mit Gewänderahmung aus Granit, darin hölzerne Türrahmung mit Beschlagwerk und Türblatt mit gerahmtem Fenster, bezeichnet „1830“ | D-4-79-129-12 Wikidata | Wohnhaus                  |
| Kirchenlamitz Klostergasse 6 (Standort)           | Tafel                      | Mit Jahreszahl „1570“ | D-4-79-129-14 Wikidata | Tafel                     |
| Kirchenlamitz Niederlamitzer Straße 10 (Standort) | Türrahmung                 | Bezeichnet mit „1798“ | D-4-79-129-27 Wikidata | BW                        |
| Kirchenlamitz Schloßstraße 2 (Standort)           | Keilstein einer Türrahmung | Bezeichnet mit „1768“ | D-4-79-129-33 Wikidata | BW                        |
| Kirchenlamitz Spitalgasse 14 (Standort)           | Türrahmung                 | Bezeichnet mit „1815“ | D-4-79-129-38          | BW                        |
| Kirchenlamitz Wunsiedler Straße 15 (Standort)     | Torbogen aus Granit        | Gefeldert, bezeichnet mit „1812“ | D-4-79-129-51 Wikidata | Torbogen aus Granit       |
| Großschloppen 4 (Standort)                        | Geohrte Granit-Türrahmung  | Bezeichnet mit „1825“ | D-4-79-129-60 Wikidata | BW                        |
| Hohenbuch 10 (Standort)                           | Geohrte Granit-Türrahmung  | Um 1800 | D-4-79-129-63 Wikidata | BW                        |
| Niederlamitz Hauptstraße 2 (Standort)             | Geohrte Granit-Türrahmung  | Spätbarock | D-4-79-129-67 Wikidata | Geohrte Granit-Türrahmung |
| Niederlamitz Hauptstraße 7 (Standort)             | Geohrte Granit-Türrahmung  | Bezeichnet mit „1799“ | D-4-79-129-69 Wikidata | Geohrte Granit-Türrahmung |
| Reicholdsgrün 10 (Standort)                       | Granit-Brunnentrog         | 19. Jahrhundert | D-4-79-129-76 Wikidata | BW                        |
| Reicholdsgrün 12 (Standort)                       | Geohrte Granit-Türrahmung  | Spätbarock | D-4-79-129-78          | BW                        |